# Indigene Bevölkerung Brasiliens

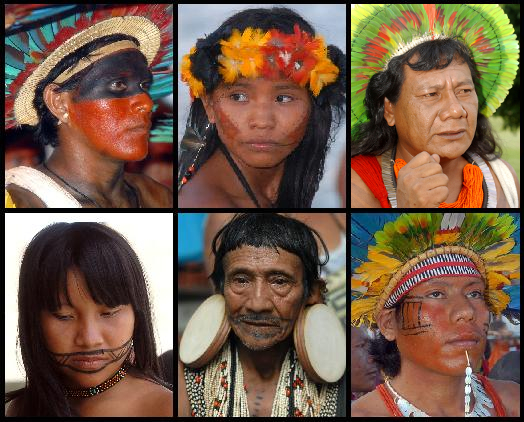
Brasilianische Indigene der Stämme Assurini, Tapirajé, Kaiapó, Kapirapé, Rikbaktsa und Bororo

Die indigene Bevölkerung Brasiliens umfasst eine Vielzahl verschiedener ethnischer Gruppen, die das Gebiet des heutigen Brasilien schon vor der Eroberung durch die Portugiesen im Jahr 1500 bewohnten. Brasilien ist zudem das Land mit den meisten isolierten Völkern weltweit. Zusammenfassend werden die indigenen Völker Südamerikas im Deutschen auch mit dem Sammelbegriff Indianer bezeichnet, während der spanisch/portugiesische Ausdruck „Indio“ häufig als diskriminierend empfunden wird. Heute wird, unter anderem in der ILO 169, der übergreifende Begriff Indigene bevorzugt.

## Lebensweise
Die meisten Völker des guayanischen Berglandes, Amazoniens, des Anden-Ostrandes und des brasilianischen Berglandes leben traditionell von halbsesshaftem Brandrodungsanbau (überall Maniok, Richtung Anden zusätzlich Mais) im Regenwald gemischt mit Gartenbau (Papaya, Guave, Avocado uvm.), mehr oder weniger ergänzt durch Jagen, Fischfang und Sammeln oder Handel. Nur wenige Gruppen – vor allem im Südosten Brasiliens – lebten vorwiegend als halbnomadische Jäger und Sammler.
Je nach Grad der Akkulturation und der Nähe zur Mehrheitsgesellschaft haben die ursprünglich reinen Subsistenzwirtschaften heute oftmals kleinere oder größere Zusatzeinkommen über verschiedene marktwirtschaftliche Tätigkeiten.

### Isolierte Völker
Heute (Stand 2020) ist die Existenz von 115 isolierten Völkern in Brasilien bekannt. Einige davon sind Angehörige größerer Ethnien, wie der Kayapó, der Guajajara oder der Yanomami, von denen andere Lokalgruppen mehr oder weniger Kontakt halten. Bei anderen weiß man nur von ihrer bloßen Existenz.
Und auch heute noch werden in Brasilien indigene „Völker“ (häufig allerdings nur kleine Familiengruppen) entdeckt, die jeden Kontakt zur „Außenwelt“ meiden (zumeist aufgrund schlechter Erfahrungen). Dies geschieht in vielen Fällen beim Überflug des Amazonas-Regenwaldes in geringer Höhe oder aufgrund von Informationen, die benachbarte Gruppen den zuständigen Behörden oder Nichtregierungsorganisationen zutragen. Zuletzt bestätigten Mitte Juni 2011 Behörden die Existenz eines bisher noch nicht gesichteten isolierten Volkes mit ungefähr 200 Angehörigen. Das Dorf befindet sich im Javari-Tal nahe der Grenze zu Peru und wurde von FUNAI während eines Überflugs über das Gebiet gesichtet.
Am 7. Oktober 2019 sah ein Team von Brandbekämpfern der PREV-fogo/IBAMA auf der Ilha do Bananal eine Gruppe von 8 Personen, die wahrscheinlich zum isolierten Volk der Avá-Canoeiro gehörte. Sie befand sich auf der Flucht vor Waldbränden, die zur Abholzung gelegt worden waren.

### Terras Indígenas
In Brasilien gibt es 725 „Indianerreservate“, die dort Terras Indígenas heißen oder kurz TI. Davon haben 487 TI den Anerkennungsprozess komplett durchlaufen. Die Verhältnisse, Kulturen und Lebensweisen in den Reservaten unterscheiden sich erheblich: So leben in der Terra Indígena do Vale Javari 26 Ethnien, darunter 19 „Isolados“. Bei anderen, wie den Kokama z. B. in der Region Santo Antonio da Iça leben Teile der Gruppe in der TI, andere in der nächsten Kleinstadt, wobei reger Kontakt besteht. So steckte im April eine junge Kokama, die als Krankenschwester arbeitete, ihre Verwandten, die im Schutzgebiet leben, mit dem Coronavirus an. Einen eigenen Weg beschreiten u. a. die Terena und die Munduruku: Sie betreiben ihre traditionelle Landwirtschaft, erzielen dabei jedoch Überschüsse und bestimmen Gesandte, die Produkte dann in der Stadt verkaufen.

### Indigene im urbanen Umfeld
„O Indio anda nu“ (auf Deutsch in etwa: „Der Indianer läuft nackt herum“) ist eines der prägenden Vorurteile in Brasilien. Doch leben laut dem Zensus der IBGE von 2010 circa 315.000 Indigene im urbanen Umfeld. So leben in Manaus Angehörige von 34 Ethnien in 51 Bairros, teilweise in eigenen „Comunidades“ wie der Aldeia Inhãa-be in der Peripherie oder im näheren Umkreis der Stadt. Die Motive dafür sind sehr unterschiedlich: Einige kommen als Vertreter ihrer Ethnie, andere studieren, besonders Pädagogik oder medizinische Berufe. Wieder andere möchten eine Teilhabe an der Konsumgesellschaft und arbeiten oft unter prekären Verhältnissen.

## Geschichte

### Besiedlung Brasiliens

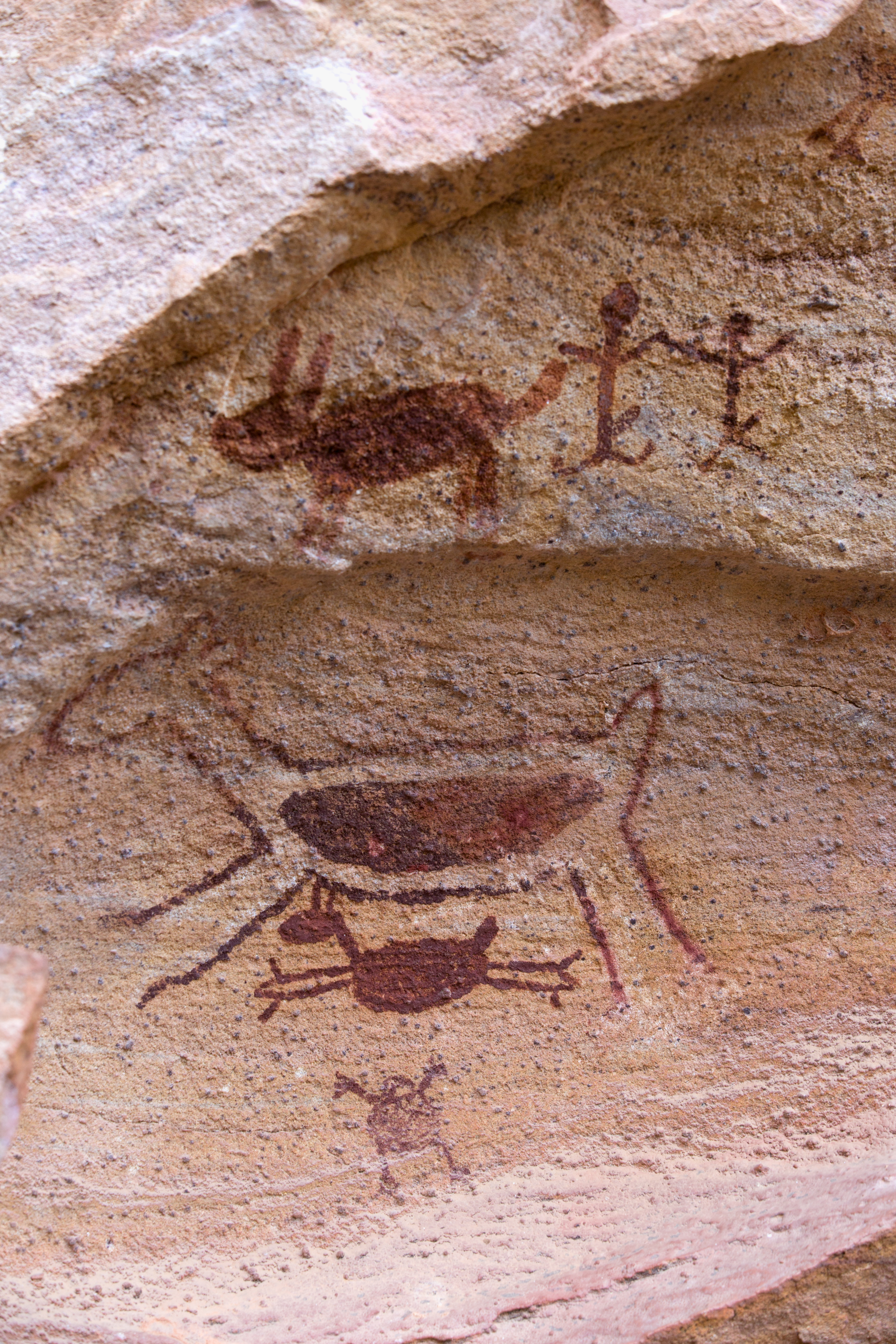
Felsmalerei in der Serra da Capivara

Nach den gängigsten Theorien liegt der Ursprung der indigenen Völker Brasiliens in Asien. Während der letzten Eiszeit vor etwa 15.000 bis 35.000 Jahren wanderten Menschen über die Beringstraße nach Nordamerika und besiedelten den Kontinent (Clovis-Theorie der Clovis-Kultur). Im Laufe der Zeit gelangten sie über den schmalen Landstreifen des heutigen Panama nach Südamerika, u. a. auch nach Brasilien.
Kürzlich entdeckte Steinmalerei und Überreste gehen davon aus, dass die indigene Bevölkerung Brasiliens auf zwischen 24.000 Jahren und 28.000 Jahren zurückzuverfolgen ist. In der Serra da Capivara im Bundesstaat Piauí wurden archäologische Funde entdeckt, die über 30.000 Jahre alt sein sollen. Auch wenn oft angenommen wird, dass die dort gefundenen Petroglyphen das hohe Alter belegen sollen, liegt das Alter der noch erhaltenen und erkennbaren Felszeichnungen bei etwa 14.000 Jahren. Aussagekräftiger sind Funde von 6000 Holzkohlepartikeln, die laut Eric Boëda von der Universität Paris-Nanterre aufgrund ihrer Lage und deren Struktur nur auf menschliche Ansiedlung zurückzuführen sein können und auf ein Alter ca. 22.000 datiert werden. Christelle Lahaye von der Universität Bordeaux Montaigne konnte mit der Thermoluminiszenzmethode Steinwerkzeuge auf ein Alter von mindestens 20.000 Jahre datieren.
Außer der Serra da Capivara gibt es in Brasilien zahlreiche weitere Funde von Felszeichnungen. Die Funde reichen von Roraima im äußersten Norden über Höhlen in Pará bis nach Minas Gerais. Auch im dicht bewaldeten Amazonas wurden in Novo Airão am Rio Negro und Silves Felszeichnungen gefunden, die bis heute (Stand 2021) nicht datiert werden konnten.
Der wohl älteste Fund menschlicher Gebeine in Brasilien stammt aus Santa Luzia und wird auf etwa ein Alter von 11.000 Jahren datiert. Das Skelett einer etwa 25-jährigen Frau, auf den Namen Luzia getauft, soll laut Richard Neave, der eine Gesichtsrekonstruktion durchführte, deutlich polynesische Züge aufweisen, und könnte für ihn auf eine Besiedlung aus dem südpazifischen Raum hindeuten, die allerdings zeitlich deutlich vor den heutigen Bewohnern Polynesiens liegen müsste.
Ein weiteres Anzeichen für eine Besiedlung aus dem südpazifischen Raum beruht auf genetischen Untersuchungen unter anderem der in Amazonien lebenden Surui, bei denen eine nahe genetische Verwandtschaft mit australischen Aborigines und den Melanesiern nachgewiesen wurde.

### Präcabralinische Zeit

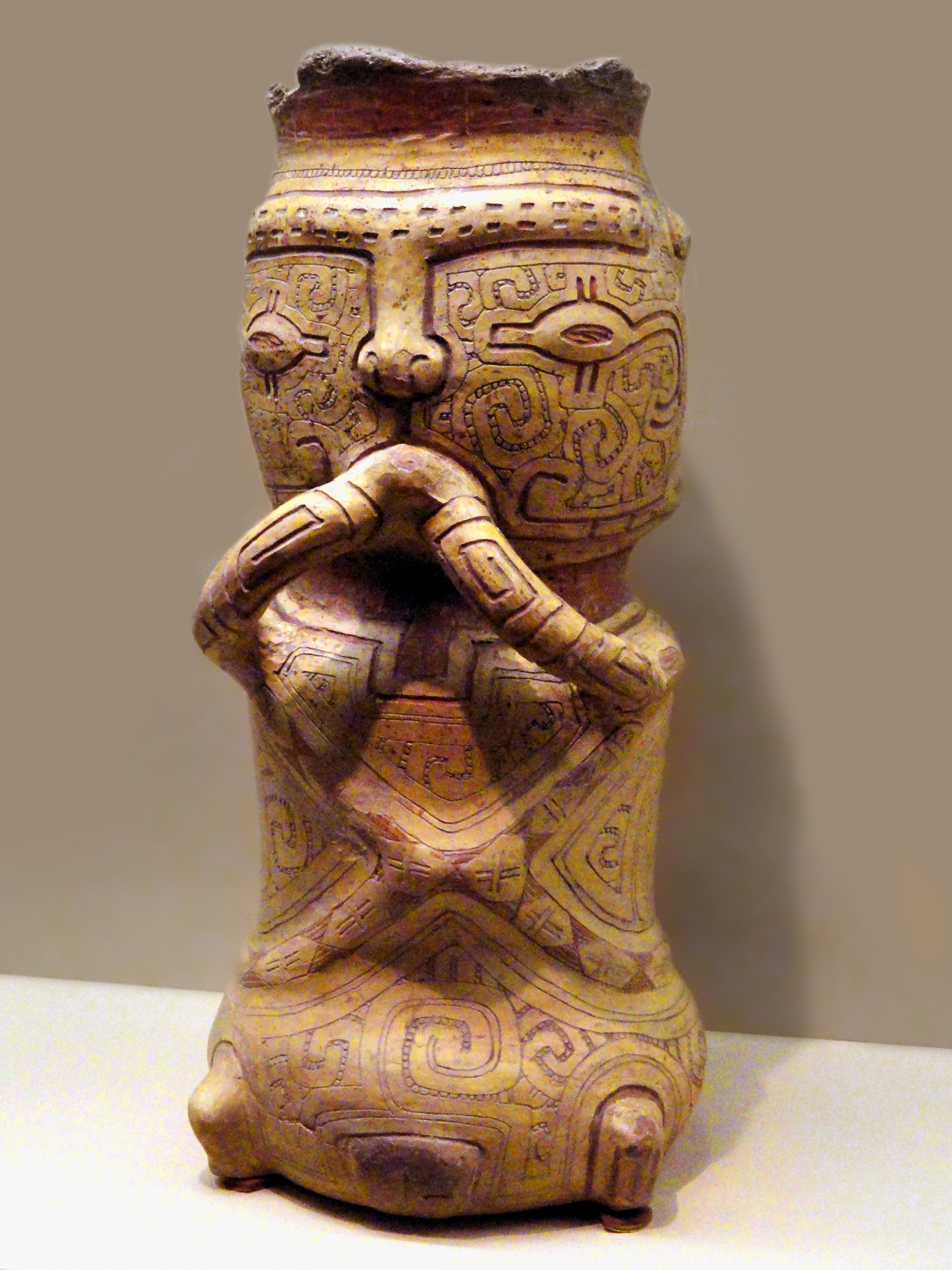
Begräbnisurne der Marajoara-Kultur aus der Zeit zwischen 1000 n. Chr. und 1250 n. Chr.

In Brasilien wird in letzter Zeit häufiger der Begriff „prä-cabralinisch“ benutzt, um die Zeit vor der Ankunft der Portugiesen in Person von Pedro Alvares Cabral zu kennzeichnen. Dies dient allerdings zur Abgrenzung von dem Begriff „prähistorisch“, der eine Geschichte der Bevölkerung vor den Portugiesen leugnet. Er dient nicht zur Abgrenzung vom Begriff „präkolumbianisch“, der im spanischsprachigen Raum, aber auch in Europa und den USA häufig verwendet wird. Präkolumbianisch wird jedoch häufig auf die mesoamerikanischen und andinen Hochkulturen angewandt und weniger auf die erst in jüngerer Zeit in den Blick geratene Bevölkerung Brasiliens vor der Ankunft der Europäer.
Außer den Petroglyphen, Holzkohle und Skeletten wurden auch an zahlreichen Orten Steinwerkzeuge registriert. Die meisten stammen aus der Zeit von 11.000 BP bis 6000 BP. Aus der Zeit ab dem 6. Jahrtausend vor unserer Zeit werden dann auch Skelette gefunden, die in Urnen beerdigt wurden und ab etwa 3000 BP dann auch polychrome Keramik, zu der auch Haushaltsgegenstände gehörten.
Damit beginnen auch weit differenziertere Kenntnisse über die Menschen und ihre Kulturen. So wurde bei Ausgrabungen in Iranduba registriert, dass sich die Menschen in der Region von zahlreichen verschiedenen Fischarten ernährten – im Gegensatz zu den meisten Menschen dieser Zeit, die sich überwiegend von der Jagd auf Säugetiere ernährten. Auch haben sie Schildkröten einer bestimmten Art für die Ernährung in Gefangenschaft gehalten.
Beeindruckende keramische Erzeugnisse wurden u. a. von der Marajoara-Kultur auf der Insel Marajó in der Mündung des Amazonas gefunden. Eine ihrer Ansiedlungen, das Sitio „Os Camutins“ wurde von etwa 10.000 Personen bewohnt. Und wenn auch noch nicht alles verstanden ist, gibt es doch schon weite Einblicke in Religion und Kultur der Marajoara. So zeigt die Ikonographie die Bedeutung ihrer Vorfahren und eine erhebliche Rolle weiblicher Schamanen unter den Vorfahren.
Noch deutlich größer war Kuhikugu im Gebiet des heutigen Parque Indígena do Xingu mit etwa 50.000 Bewohnern, die als Vorfahren der heutigen Kuikuro angesehen werden. Die einzelnen Siedlungen lagen zwischen 2500 und 5000 Bewohnern, jedoch wird angenommen, dass sie durch eine komplexe Infrastruktur verbunden wurden. Das Alter wird nach neueren Datierungen auf die Zeit zwischen 1000 BP und 400 BP angegeben. Ältere Datierungen beruhten auf Füllmaterial aus älteren Epochen bis zu 2200 BP.

### Ankunft der Portugiesen und Spanier

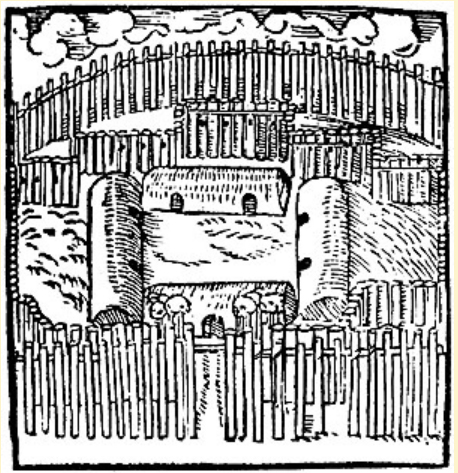
Indigenes Dorf – Kupferstich in der Wahrhaftigen Historia Hans Stadens

Schon vor der Ankunft der Europäer im heutigen Brasilien teilten Spanier und Portugiesen Südamerika im Vertrag von Tordesillas unter sich auf, wobei große Teile des heutigen Brasiliens inklusive des ganzen Amazonasbeckens westlich der festgelegten Grenzziehung lagen. Am 21. April 1500 nahm Pedro Alvares Cabral die Küste Brasiliens für Portugal in Besitz. Am 1. Januar 1502 erreichte Gaspar de Lemos Rio de Janeiro. Die ersten Kontakte zwischen Indigenen verliefen wohl friedlich, doch schon in der ersten Hälfte des 16. Jahrhunderts kam es immer wieder zu Auseinandersetzungen. Die Portugiesen begannen schnell, Plantagen zu errichten und Indigene zu versklaven. Und schon 1538 begannen die Portugiesen dann auch afrikanische Sklaven auf den Plantagen einzusetzen.

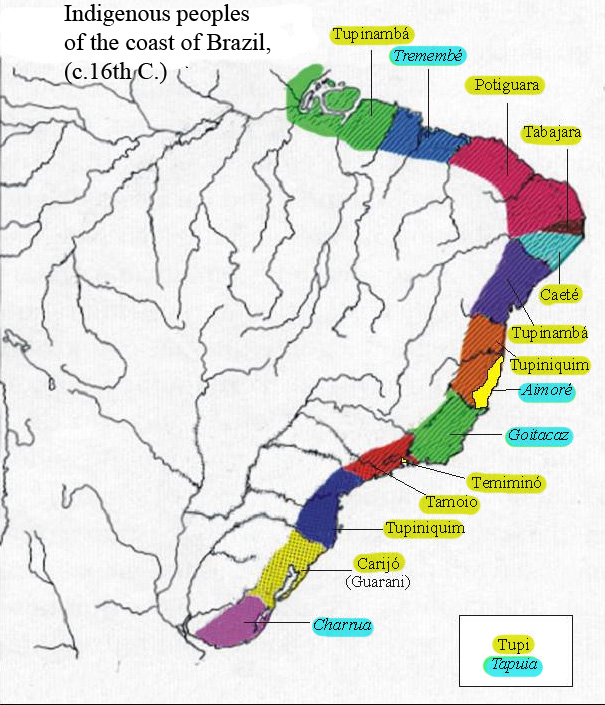
Karte der Indigenen Völker im 16. Jahrhundert

Die Franzosen erkannten den Vertrag von Tordesillas nicht an und besetzten 1555 Rio de Janeiro. Bei den Auseinandersetzungen waren auch Indigene beteiligt. Um diese Zeit wurde auch der deutsche Landsknecht Hans Staden von aufständischen Tupinambá gefangen genommen. Sein Buch Warhaftige Historia und beschreibung eyner Landtschafft der Wilden Nacketen gilt als eines der ersten deutschsprachigen Berichte über Brasilien. Staden berichtete, dass die Tupinamba zu dieser Zeit die Portugiesen schon als ihre Hauptfeinde betrachteten. Ab Ende des 16. Jahrhunderts begannen die Portugiesen Kommandos, sogenannte Bandeiras in Richtung Rio Plata und Amazonas auszusenden, die Indigene versklaven oder töten sollten. In einem der ersten großen Konflikte um die Confederação dos Tamoios vermittelte der Jesuit José de Anchieta, der auch auf Basis verschiedener Tupí-Sprachen eine Grammatik erstellt und somit die Ligua Geral oder Nheengatu als Verkehrssprache eingeführt hatte.
Während sich die Portugiesen im Südosten Brasiliens ausbreiteten, begannen die Spanier ab 1540 mit Francisco de Orellana und Gaspar de Carvajal als Chronist den Amazonas aus Richtung des Rio Napo zu erkunden. In seinem Bericht erwähnt Carvajal ein indigenes Dorf in der Nähe des heutigen Codajás im Bundesstaat Amazonas und die reichhaltigen keramischen Haushaltswaren der Bewohner. Bis 1707 kartografierten Jesuiten unter Leitung von Samuel Fritz im Auftrag der spanischen Krone den Amazonas und errichteten mehrere Missionsstationen. 1709, nur zwei Jahre später, vertrieben Portugiesen des Gouverneurs von Grão-Pará jedoch die Spanier vom Rio Solimões.

### 19. Jahrhundert
Im Jahr 1815 brach Maximilian zu Wied-Neuwied zu einer zweijährigen Expedition nach Brasilien auf. Er besuchte die sechs indigenen Völker der Botokuden, Canacán, Coroados, Coropos, Pataxó und Puri. Auf dieser Reise begleitete ihn Joachim Quäck, der selbst zum Volk der Botokuden gehörte. Er lebte jedoch schon als Jugendlicher nicht mehr bei seinem Volk, sprach auch Portugiesisch und war katholisch erzogen und getauft worden. Quäck fürchtete sich vor Angehörigen seines Volkes, denn er dachte, sie seien Kannibalen. Maximilian zu Wied-Neuwied übernahm diese Aussage Quäcks in seine Veröffentlichungen, was dazu führte, dass die Botokuden bis in die 1980er Jahre verfolgt wurden. Von geschätzten Einhunderttausend schrumpfte die Bevölkerung auf nur noch Sechshundert.

Von 1817 bis 1820 nahm an der Österreichischen Brasilien-Expedition der Botaniker Carl Friedrich Philipp von Martius im Auftrag des bayrischen Königshauses teil. Außer Flora und Fauna erforschte er intensiv Leben, Kultur und Sprachen von Indigenen, besonders der Tupi. Martius bediente sich dabei einer rassistischen Physiognomik auf der Basis von Christoph Meiners. So schrieb Martius über die indigenen Carirís und Sabujás:

„Sie sind indolent, faul und träumerisch, stumpf für den Antrieb anderer als der niedrigsten Leidenschaften, und stellen auch in ihren kleinlichen Gesichtszügen diesen Zustand von moralischer Verkümmerung dar.“

1820 brachten Johann Baptist Spix und Carl Friedrich Philipp Martius zwei Kinder, die als Juri und Miranha bekannt wurden, nach München.
Ein weiterer Teilnehmer der Österreichischen Brasilien Expedition war Johann Natterer, der nach Abbruch der Expedition im Jahr 1821 in Brasilien blieb und von 1825 bis 1834 den Westen und Nordwesten Brasiliens erforschte. Er reiste zunächst nach Cáceres im Westen des Mato Grosso, wo er Kontakt mit den Bororo herstellte. Auf der weiteren Reise über den Rio Madeira und den Rio Negro bis an die Grenze zu Kolumbien erwarb er zahlreiche Gegenstände verschiedener Ethnien und hielt zahlreiche ethnographische und linguistische Beobachtungen fest.

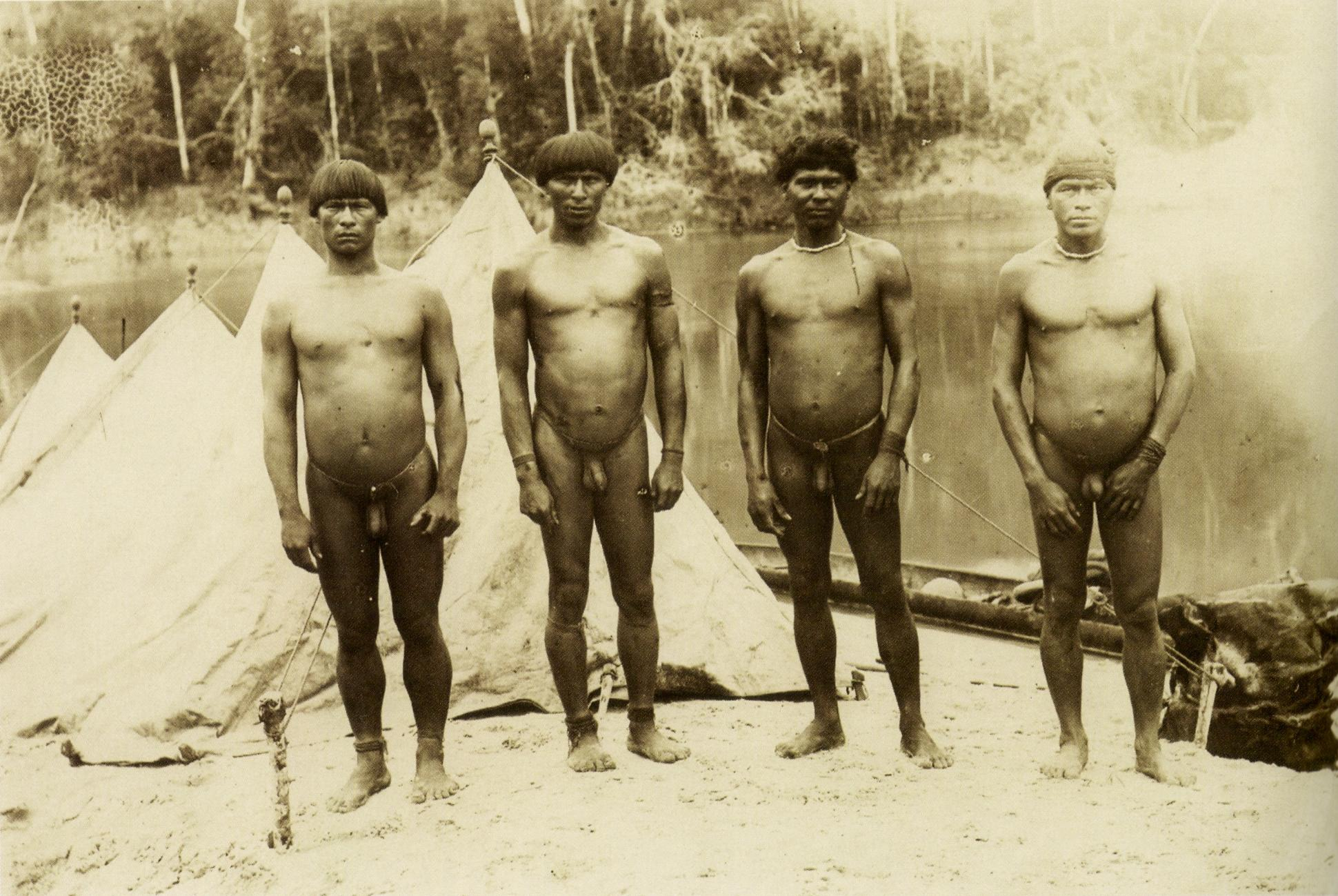
Mehinako am Rio Xingu um 1894

1884 reiste Karl von den Steinen zunächst mit wirtschaftlicher Ausrichtung an den Rio Xingu, doch die Hoffnung, einen schiffbaren Wasserweg von Mato Grosso nach Belém zu finden erfüllte sich nicht. Dafür traf er auf die Kulturen am Oberlauf des Rio Xingu. Dort lebten zwölf voneinander getrennte Ethnien, deren gänzlich verschiedenen Sprachen zu vier unterschiedlichen Sprachfamilien (Arawak, Carib, Macro-Ge und Tupí) gehörten. Dennoch feierten sie die gleichen Feste, lebten in Häusern gleicher Bauweise und heirateten untereinander. Seine Erkenntnisse veröffentlichte er 1886 in dem Buch Expedition zur Erforschung des Schingú. 1887 kehrte von den Steinen an den Rio Xingu zurück; diesmal mit einer ethnologischen Zielsetzung. Er sammelte Texte sowie Grammatiken und brachte wertvolles Material zur Mythologie der Bororo, der Bakairi und der Trumai mit. Insgesamt besuchte er neun Völker und stellte dabei den Erstkontakt zu den Aweti her.

### 20. Jahrhundert
Am Anfang des Jahrhunderts setzte Cândido Rondon den Bau einer Telegrafenlinie von Mato Grosso weiter nach Peru und Bolivien fort, wobei er auf Bororo traf. Es gelang ihm nicht nur, das Volk zu „befrieden“, sondern sogar sie in den Bau einzubinden.
In der ersten Hälfte des 20. Jahrhunderts fanden zahlreiche Expeditionen statt, die nicht nur viele ethnologische Erkenntnisse, sondern auch zu einer neuen Sichtweise der indigenen Bevölkerung führten. Nach seiner Übersiedlung nach Brasilien verschrieb Curt Unckel – besser bekannt als Curt Nimuendajú – sein Leben der Erforschung indigener Kulturen. Claude Levi-Strauss reiste zwischen 1935 und 1939 mehrmals nach Mato Grosso und Amazonien, was in vielen seiner Büchern Niederschlag fand. Eine Würdigung erhielt die Arbeit der Anthropologen mit der Gründung des Conselho Nacional de Proteção aos Índios (CNPI).

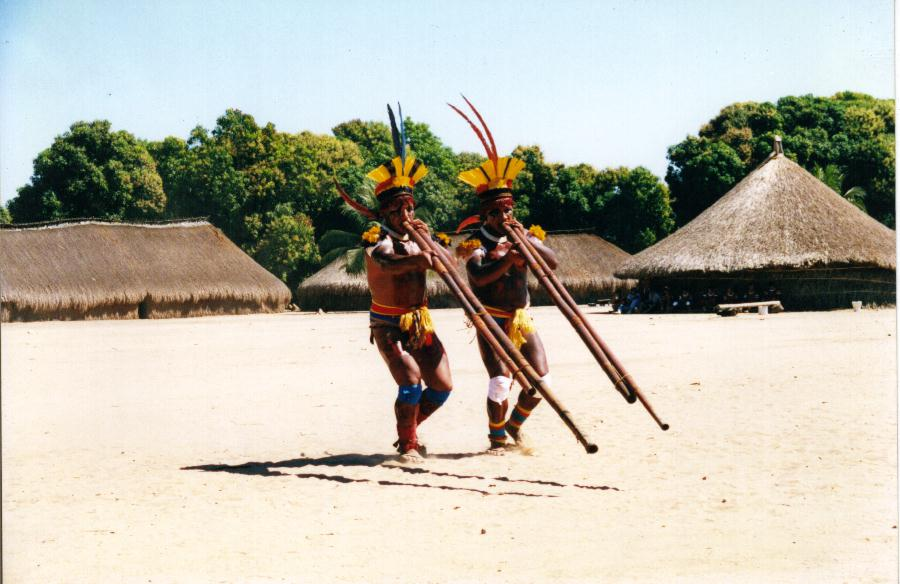
Zwei Kamayurá beim Tanz mit Uruá-Flöten

Ab 1943 fanden Expeditionen unter dem Namen Roncador-Xingu-Expedition statt, zunächst unter Beteiligung der Brüder Villas Bôas, später unter ihrer Führung. Arzt bei der ersten Expedition war Noel Nutels, der sich, nach seiner ersten Begegnung mit Indigenen, der Verteidigung ihrer Rechte verschrieb.
Doch hatten diese Expeditionen auch sehr negative Folgen. Anfang des Jahrhunderts hatte Rondon den ersten friedlichen Kontakt mit den Nambikwara. Levi-Strauss führte bei ihnen ausgiebige Feldforschung durch. Kalervo Oberg besuchte sie zehn Jahre nach Levi-Strauss. In Traurige Tropen zeigt sich Levi-Strauss erschüttert über die Entwicklung, die das Volk der Nambikwara in den zehn Jahren nach seinem Besuch genommen hatte.
1952 entstand an einem Runden Tisch der Vize-Präsidentschaft die Idee des Nationalparks Rio Xingu. Wichtige Befürworter waren außer den Gebrüdern Villas-Boas auch Cândido Rondon sowie der Anthropologe, Schriftsteller und Politiker Darcy Ribeiro. 1961 wurde der Nationalpark dann per Dekret von Präsident Jânio Quadros gegründet, zunächst mit doppelter Ausrichtung als Naturschutzgebiet und als Schutzgebiet der Indigenen. Als 1967 die SPI durch die Fundação Nacional do Índio (Funai) ersetzt wurde, erhielt der Nationalpark den Status als indigenes Schutzgebiet Parque Indígena do Xingu.

## Rechtliches
Die Rechte der indigenen Bevölkerung Brasiliens sind zwar durch Gesetze geregelt, werden jedoch häufig missachtet. Zum Schutz der indigenen Völker Brasiliens wurde 1910 die Behörde FUNAI (Fundação Nacional do Índio) von Cândido Rondon als „Serviço de Proteção ao Índio“ (kurz SPI; deutsch: Dienst zum Schutz der Indios) gegründet. Rondon war bis 1930 zugleich der erste Vorsitzende der Stiftung. Der Figueiredo-Bericht legte Ende der 1960er Jahre systematische Folterungen, Versklavungen und Vergiftungen von Indigenen durch Farmer und Angestellte der SPI offen. Die SPI wurde 1967 zu FUNAI und untersteht dem brasilianischen Justizministerium.

### Historische Entwicklung
Zu Beginn des 20. Jahrhunderts geriet Brasiliens Umgang mit den Indigenen erstmals in den internationalen Blick. Hermann von Ihering, Direktor des Museu Paulista, hatte sich 1907 dafür ausgesprochen, Indigene auszurotten, soweit sie nicht bereit wären, sich in die Gesellschaft zu integrieren. Im folgenden Jahr beschuldigte der Internationale Kongress der Amerikanisten in Wien Brasilien eines Massakers an Indigenen. Vor diesem Hintergrund gründete Präsident Nilo Peçanha 1910 auf Betreiben Rondons den Serviço de Proteção ao Índio oder kurz SPI. Ziele der Stiftung waren der Schutz der Indigenen und ihre Eingliederung in die Gesellschaft.
In der Verfassung von 1934 wird geregelt, dass die Entscheidungen über Indigene der Legislative der Föderalen Republik Brasilien unterstehen (Art 5.) und dass ihnen das Recht auf die Territorien zusteht, die sie dauerhaft bewohnen.
Mit dem Verfassungszusatz (Emenda 1) vom 17. Oktober 1969 werden zusätzlich alle Verträge und Gesetze für nichtig erklärt, die dem Besitzrecht der Indigenen auf ihre Territorien widersprechen. Entschädigungsansprüche gegen den Staat Brasilien und die FUNAI werden ausgeschlossen.
Die rechtliche Grundlage für die indigene Bevölkerung Brasiliens ist im „Estatuto do Índio“ („Indianerstatut“) geregelt. In der Version von 1973 verfügte das brasilianische „Indianerstatut“ über die zivil- und strafrechtliche Situation der indigenen Bevölkerung. Dabei wurde unterschieden, ob es sich um integrierte, teilweise integrierte oder isolierte Indigene handelt. Als integrierte Indigene wurden solche eingestuft, die nach Bräuchen und Art der westlichen Bevölkerung leben, also Geld als Zahlungsmittel verwenden, Portugiesisch sprechen, in Städten oder Ortschaften leben, Auto fahren, als Angestellte arbeiten usw. Als isolierte Indigene wurden solche eingestuft, die keinen oder seltenen Kontakt zur Mainstream-Gesellschaft haben, nach ihren Riten und Gebräuchen leben und die mit den westlichen Umgangsformen nicht oder wenig vertraut sind. Isolierte Indigene waren gesetzlich nicht handlungsfähig, sie wurden vom Staat bevormundet. Rechtsgeschäfte, die von Fremden mit diesen Menschen abgeschlossen wurden, waren nicht rechtsgültig, es sei denn, dass der Indigene die gesamte Tragweite des Geschäftes verstanden hatte und ihm daraus keine Nachteile entstanden sind oder entstehen würden. Strafrechtlich war ein „isolierter Indigener“ nicht belangbar. Beging er ein Strafdelikt, musste dennoch von einem Anthropologen abgeklärt werden, ob er genügend „zivilisiert“ ist, sodass er den strafbaren Charakter seiner Handlung nach „westlichen Gebräuchen“ kannte.

### Die Verfassung von 1988
Die Verfassung von 1988 (CF88) widmet den Rechten der Indigenen ein ganzes Kapitel. Die wichtigste Neuerung ist, dass ihnen das Recht auch Verschiedenartigkeit und Vielfalt auf Verfassungsebene garantiert wird:

„Anerkannt werden die soziale Organisation, die Gebräuche, die Sprachen, die religiösen Überzeugungen, die Traditionen, sowie die Territorien, die sie traditionell bewohnen. Es ist Aufgabe des Staates, sie anzuerkennen, zu schützen und dafür zu sorgen, dass alle ihre Güter respektiert werden.“

Mit der Anerkennung der sozialen Organisationen, der Kulturen und der Traditionen wird auch die Einteilung in integrierte, halbintegrierte und isolierte Indigene im Strafrecht aufgehoben. Stattdessen muss im Einzelfall untersucht werden, ob der/die Betroffene im Einklang mit der Kultur, den Gewohnheiten und der Tradition das Verhalten als strafbar einschätzen konnte. Darüber hinaus ist es wichtig, ob der/die Betroffene in der jeweiligen Situation das Verhalten – jenseits der eigenen Kultur – als illegal einschätzen konnte.
Darüber hinaus werden ihre Sprachen Teil ihrer schulischen Bildung, sowohl als Lerninhalt als auch als Unterrichtssprache.
Auch wurde jetzt in der Verfassung explizit anerkannt, dass ihnen ihre Territorien nicht nur zustehen, sondern auch, dass der Erhalt ihrer Umwelt für ihre Lebensweise, ihr Wohlergehen, das Fortbestehen ihrer Kultur und ihr Weiterbestehen als Volk unumgänglich ist:

„Die traditionellen Territorien, die von den „Indios“ dauerhaft als Lebensraum bewohnt werden, die für ihre produktiven Tätigkeiten genutzt werden, die unabdinglich sind für den Schutz der natürlichen Ressourcen, sind sowohl notwendig für ihr Wohlergehen als auch notwendig für ihr physisches wie kulturelles Weiterleben.“

## Bedrohungen
Zu Anfang des 20. Jahrhunderts sank die Zahl der rein indigenen Bevölkerung Brasiliens erstmals unter eine Million. Dazu trug auch der Kautschukboom bei, infolgedessen zehntausende Angehörige indigener Völker durch Gewalt und Sklaverei ums Leben kamen. Durch die fortschreitende Vernichtung des Regenwaldes wird ihr Lebensraum immer stärker verkleinert. Brandrodung des Regenwaldes ist auch für Epidemien, Umsiedlung und die Zerstörung ihrer Kultur verantwortlich.
Ein Beispiel sind die Guarani, die das größte Volk des Landes darstellen. Vor dem Kontakt mit den Europäern belief sich ihre Zahl auf 1,5 Millionen, heute leben in Brasilien nur noch 30.000 Guarani. Die Guarani sind auf der Suche nach dem Land ohne Übel, in dem sie in Frieden leben können und haben sich daher an einer Reihe von Orten niedergelassen. Sie sind heute in sieben Bundesstaaten Brasiliens zu finden. Durch den Verlust ihres Landes an europäische Siedler stieg die Suizidrate des Volkes und ist nun eine der höchsten im ganzen Land.
Die brasilianische Organisation CIMI geht in ihren Zahlen für 2023 davon aus, dass Gewalt und Landraub an indigenen Völkern erneut zugenommen haben. Für 2023 erfasst CIMI 411 Fälle von Gewalttaten, darunter 208 Morde; 276 Fälle von Invasionen, illegaler Ausbeutung natürlicher Ressourcen und verschiedenen Arten von Sachbeschädigung in mindestens 202 indigenen Gebieten; sowie 1.040 Todesfälle von indigenen Kindern im Alter von 0-4 Jahren, die in der Kategorie „Gewalt durch Unterlassung seitens der Behörden“ erfasst wurden.

## Liste indigener Völker Brasiliens

Bundesstaaten Brasiliens

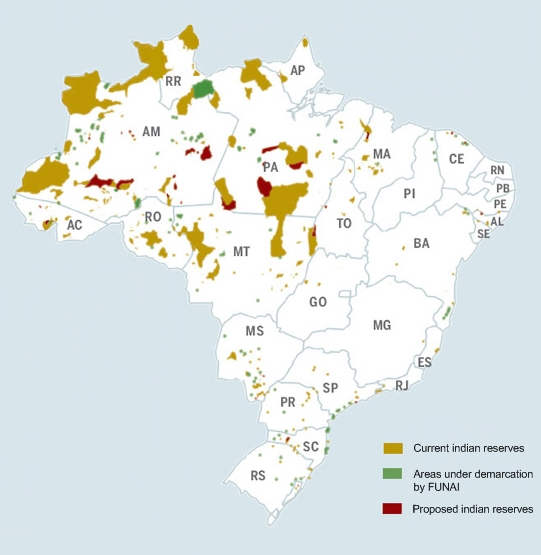
Karte der Terras Indígenas Brasiliens
Legende: gelblich: gegenwärtige Reservate; grünlich: abgegrenzte Gebiete unter Verwaltung der FUNAI; rötlich: geplante Reservatsgebiete

Die Schwierigkeit in der Kategorisierung der brasilianischen Indigenen besteht darin, dass während der fünf Jahrhunderte seit Beginn der Kolonialisierung des Landes die indigene Bevölkerung oft gezwungen war, ihre angestammte Kultur und Lebensweise aufzugeben. Die Zerstörung ihrer Lebensräume im Urwald, das Verbot ihrer Religion und Umsiedlungen, um nur einige Faktoren zu nennen, trugen zu dieser Nivellierung im Charakter zwischen den ethnischen Gruppen bei.
Man unterscheidet heute etwa 200 bis 220 verschiedene indigene Volksgruppen, die in Brasilien leben. Das Instituto Socioambiental (ISA) nennt mit Stand Mai 2025 auf seiner Website Povos Indígenas no Brasil (PIB) 278 verschiedene Ethnien. Nachfolgend eine Liste einiger indigener Gruppen. Aktuell leben wieder rund 1,7 Millionen indigene Menschen in Brasilien.
| Volk | Lebensraum (heute) | Bevölkerungszahl |
| --- | --- | --- |
| Aimoré (Botokuden) | | |
| Akuntsu | Rondônia | 3 |
| Apinajé | Tocantins | 2277 (SIASI/SESAI, 2014) |
| Apurinã | Amazonas Mato Grosso Rondônia | 9487 |
| Asháninka | Acre, Peru | 1645 (Acre) (SIASA/SESAI), 97.477 in Peru (INEI)                                                                                        |
| Avá-Canoeiro | Tocantins, Goiás | unbekannt – vermutlich wurden 8 Avá-Canoeiro 2019 auf der Ilha do Bananal gesehen.                                                      |
| Awá | Maranhão | 520 (Uirá Garcia, 2019) |
| Aweti | Mato Grosso | 192 (Siasi/Sesai, 2014) |
| Baré | Amazonas, Venezuela | 11.572 (Amazonas), 5044 (Venezuela) |
| Bakairi | Mato Grosso | 982 (Siasi/Sesai, 2014) |
| Baniwa | Amazonas, Kolumbien, Venezuela | 7145 (Siasi/Sesai, 2014) (Amazonas), 7000 (2000) (Kolumbien), 3501 (XIV Censo Nacional de Poblacion y Viviendas, 2011) (Venezuela)      |
| Bororo | Mato Grosso | 1817 (Siasi/Sesai, 2014) |
| Caripuna | --- | --- |
| Chavantes | Amazonas (Brasilien), Rio Negro                                                                                                   | 90-200 |
| Cinta larga | Mato Grosso, Rondonia | 1954 (Siasi/Sesai, 2014) |
| Enawenê-Nawê | Mato Grosso | 737 (Siasi/Sesai, 2014) |
| Fulni-ô | Pernambuco | 4689 (Siasi/Sesai, 2014) |
| Guajajara (einschließlich Guajajara-Tenetehara)                                                                                            | Maranhão | 27616 (Siasi/Sesai, 2014) |
| Guarani (einschließlich Ñandeva, Kaiowa und Mbyá)                                                                                          | Argentinien, Bolivien, Paraguay, Uruguay Rio Grande do Sul, Santa Catarina, Paraná, São Paulo, Rio de Janeiro, Mato Grosso do Sul | 85.255 in Brasilien, 83.019 in Bolivien, 61.701 in Paraguay, 54.825 in Argentinien (Mapa Guarani Continental, 2016)                     |
| Huni Kuin (Kaxinawá) | Acre, Peru | 10.818 (Acre), 2419 (Peru) |
| Ikpeng | Mato Grosso | 477 (Siasi/Sesai, 2014) |
| Kaiabi | Mato Grosso | 2242 (Siasi/Sesai, 2014) |
| Kadiweu | Mato Grosso do Sul | 1346 (Funasa, 2009) (Funai 1999: 1592 aus Kadiweu, Terena und Kinikinau in den Dörfern des Reserva Indígena Kadiwéu bei Porto Murtinho) |
| Kaingang | Rio Grande do Sul, Paraná, Santa Catarina, São Paulo                                                                              | 45620 (Siasi/Sesai, 2014) |
| Kalapalo | Mato Grosso | 669 (Siasi/Sesai, 2014) |
| Kamayurá | Mato Grosso | 604 (Siasi/Sesai, 2014) |
| Karajá | Mato Grosso, Goiás, Pará, Tocantins                                                                                               | 3768 (Siasi/Sesai, 2014) |
| Karo | Rondônia | 382 (Siasi/Sesai, 2014) |
| Katukina (Katukina Pano) | Acre, Amazonas | 1154 (Siasi/Sesai, 2014) |
| Kaxarari (Caxararis) | Amazonas, Rondônia | 445 (Siasi/Sesai, 2014) |
| Kayapó (auch Mebêngôkre) (einschließlich Gorotire, A'ukre, Kikretun, Mekrãnoti, Kuben-Kran-Ken, Kokraimoro, Metuktire, Xikrin und Kararaô) | Mato Grosso, Pará | 11.675 (Siasi/Sesai, 2014) |
| Kisêdjê | Mato Grosso | 424 (Siasi/Sesai, 2014) |
| Kokama auch Cocama | Brasilien (Amazonas), Peru, Kolumbien                                                                                             | 14.314 (Brasilien), 236 (Kolumbien), 11.370 (Peru)                                                                                      |
| Krahô | Tocantins | 2992 (Siasi/Sesai, 2014) |
| Kuikuro | Mato Grosso | 653 (Siasi/Sesai, 2014) |
| Macuxi | Roraima, Guyana, Venezuela | 33.603 (Siasi/Sesai, 2014), (Roraima), 9500 (Guiana, 2001) (Guyana), 89 (XIV Censo Nacional de Poblacion y Viviendas, 2011) (Venezuela) |
| Matipu | Mato Grosso | 157 (Siasi/Sesai, 2014) |
| Matis | Terra Indígena do Vale do Javari (Javari-Tal), Amazonas, Brasilien                                                                | 457 (Siasi/Sesai, 2014) |
| Maxacali | Minas Gerais | 2076 (Siasi/Sesai, 2014) |
| Mehinako | Mato Grosso | 286 (Siasi/Sesai, 2014) |
| Munduruku | Pará, Amazonas | 13755 (Siasi/Sesai, 2014) |
| Mura | Amazonas | 18.328 |
| Nahukuá (Nahukwá) | Mato Grosso | 143 (Siasi/Sesai, 2014) |
| Nambikwara | Mato Grosso, Rondonia | 2332 (Siasi/Sesai, 2014) |
| Ofaié | Mato Grosso do Sul | 69 (Siasi/Sesai, 2014) |
| Pataxó | Bahia, Minas Gerais | 12.326 (Siasi/Sesai, 2014) |
| Pataxó Hã-Hã-Hãe | Bahia | 2866 (Siasi/Sesai, 2014) |
| Pirahã | Amazonas | 592 (Siasi/Sesai, 2014) |
| Potyguara | Paraíba, Pernambuco, Ceará, Rio Grande do Norte                                                                                   | 18.445 (Siasi/Sesai, 2014) |
| Sateré-Mawé | Amazonas, Pará | 13.350 |
| Tapirapé | Mato Grosso, Tocantins | 760 (Siasi/Sesai, 2014) |
| Tapuio | Goiás, Ceará, Rio Grande do Norte                                                                                                 | 193 (Siasi/Sesai, 2014) |
| Tamoio | | |
| Terena | Mato Grosso do Sul, Mato Grosso, São Paulo                                                                                        | 26.065 (Siasi/Sesai, 2014) |
| Ticuna | Amazonas, Peru, Kolumbien | 53.544 (Siasi/Sesai, 2014) (Amazonas), 6982 (INEI, 2007) (Peru), 8000 (Goulard, J. P., 2011) (Kolumbien)                                |
| Tremembé (Volk) | Ceará | 3662 (Siasi/Sesai, 2014) |
| Trumai | Mato Grosso | 258 (Siasi/Sesai, 2014) |
| Tukano | Amazonas, Ost-Kolumbien, Venezuela                                                                                                | 5731 (Siasi/Sesai, 2014) (Amazonas), 6330 (, 1988) (Kolumbien), 29 (XIV Censo Nacional de Poblacion y Viviendas, 2011) (Venezuela)      |
| Tupinambá | São Luís | |
| Tupinambá de Olivença | Bahia | 4669 (Siasi/Sesai, 2014) |
| Tupiniquim | Espírito Santo | 2901 (Siasi/Sesai, 2014) |
| Wajãpi | Amapá, Guyana, Französisch-Guyana                                                                                                 | 1221 (Siasi/Sesai, 2014) (Amampá), 950 (Grenand, 2009) (Franz. Guyana)                                                                  |
| Waorani | Ecuador, Peru | --- |
| Wauja | Mato Grosso | 540 (Siasi/Sesai, 2014) |
| Witoto | Amazonas, Kolumbien, Peru | Amazonas: 84 (Siasi/Sesai, 2014), Kolumbien: 5939 (1988), Peru: 1864 (INEI, 2007)                                                       |
| Xacriabá | Minas Gerais | 8867 (Siasi/Sesai, 2014) |
| Xavante | Mato Grosso | 22.256 (Siasi/Sesai, 2020) |
| Xerente | Tocantins | 3509 (Siasi/Sesai, 2014) |
| Xetá | Paraná | 69 (Siasi/Sesai, 2014) |
| Xucuru | Pernambuco | 2720 (Siasi/Sesai, 2013) |
| Yanomami (einschließlich Waika, Sanumá und Ninam)                                                                                          | Roraima, Amazonas, Venezuela | Brasilien: 26.780 (Sesai/DSEI Yanomami, 2019), Venezuela 11.341 (INE, 2011)                                                             |
| Yawalapiti | Mato Grosso | 262 (Siasi/Sesai, 2014) |
| Yawanawá | Acre, Bolivien, Peru | Brasilien: 831 (Siasi/Sesai, 2014), Peru: 324 (, 1993), Bolivien: 132 (Censo Nacional de Poblacion y Viviendas, 2012)                   |
| Yudjá (Juruna) | Mato Grosso | 880 (Siasi/Sesai, 2014) |
| Zo’é | Pará | 315 (Frente Etnoambiental Cuminapanema/Funai, 2019)                                                                                     |
| Zuruahã | Amazonas | 171 (Siasi/Sesai, 2014) |